# Роже Кайоа
Рожѐ Кайоа̀ (на френски Roger Caillois, роден на 3 март 1913 г. в Реймс, умира на 21 декември 1978 г. в Кремлен-Бисетър, край Париж) е френски писател, социолог и литературен критик.

## Биография
Завършва гимназиално образование в Реймс, където живее на ул. „Енкмар“ 75 – точно срещу къщата на Роже Жилбер-Льоконт, поет-авангардист и писател. Той се свързва с авторите на списанието „Голямата игра“ и дава за отпечатване първите си литературни текстове на Роже Жилбер-Льокон и Рьоне Домал.
Между 1929 и 1933 г. учи в Париж, участва в дейността на сюрреалистите и се сближава с Андре Бретон, Салвадор Дали, Пол Елюар, Макс Ернст и др.
През 1935 г. публикува отворено писмо до Андре Бретон и скъсва с кръга на сюрреалистите, за да се свърже с бивши сюрреалисти като Арагон и Цара, които издават списанието „Инквизиции“. Списанието си поставя за цел да изследва научно и сериозно човешките феномени под знака на нов рационализъм, вдъхновен от Гастон Башлар.
През 1938 г. заедно с Жорж Батай и Мишел Лейрис основават литературната група „Колеж по социология“. През същата година се запознава с Виктория Окампо – писателка, издателка и меценат, която го кани в дома си в Аржентина. Там живее по време на Втората световна война, като ръководи Френския културен институт в Буенос Айрес и започва да издава списанието „Les Lettres françaises“.
Завърнал се във Франция, той води в издателство „Галимар“ колекцията „Южен кръст“, посветена на литературата от Южна Америка, и превежда фантастични разкази на Хорхе Луис Борхес. В същата колекция са публикувани и произведенията на Неруда и Астуриас.
От 1948 г. е избран за висш функционер на ЮНЕСКО, където ръководи отдела за литература, а по-късно – отдела за културно развитие. През 1952 г. организира издаването на международното философско списание „Диоген“. Клод Леви-Строс също работи за ЮНЕСКО и когато в 1955 г. издава своята монография „Раса и история“, Кайоа се изказва критично, а Леви-Строс го репликира. През 1971 г. Кайоа е избран във Френската академия и когато две години по-късно там избират Леви-Строс, двамата отново изявяват различията си.
Роже Кайоа умира през 1978 г. Погребан е в гробището на Монпарнас, Париж.

## Признание
През 1971 г. е избран за член на Френската академия.
През 1991 г. на негово име е учредена литературна награда.